# Verdejo
Verdejo is een witte druivensoort die in Spanje wordt geteeld. Door middel van DNA-onderzoek in Madrid is gebleken dat verdejo gerelateerd is aan een druivenvariëteit die in Valencia (Spanje) bekendstaat als planta fina.
In 2011 bedroeg de productie van deze druif meer dan 61.000 ton, dit was 82% van de totale productie van wijndruiven in dit gebied. Dit maakt dat verdejo bijna als synoniem voor de DO Rueda wordt gezien.

## Geschiedenis
De druif wordt in de regio sinds de elfde eeuw geteeld. Er wordt aangenomen dat Alfonso VI het ras heeft meegebracht uit Noord-Afrika, na aanpassing in het zuiden van Spanje. Het was de basis voor de 'solerawijnen'; ranzige wijnen met een lange rijping in vaten, vergelijkbaar met Jerez.

## Gebieden

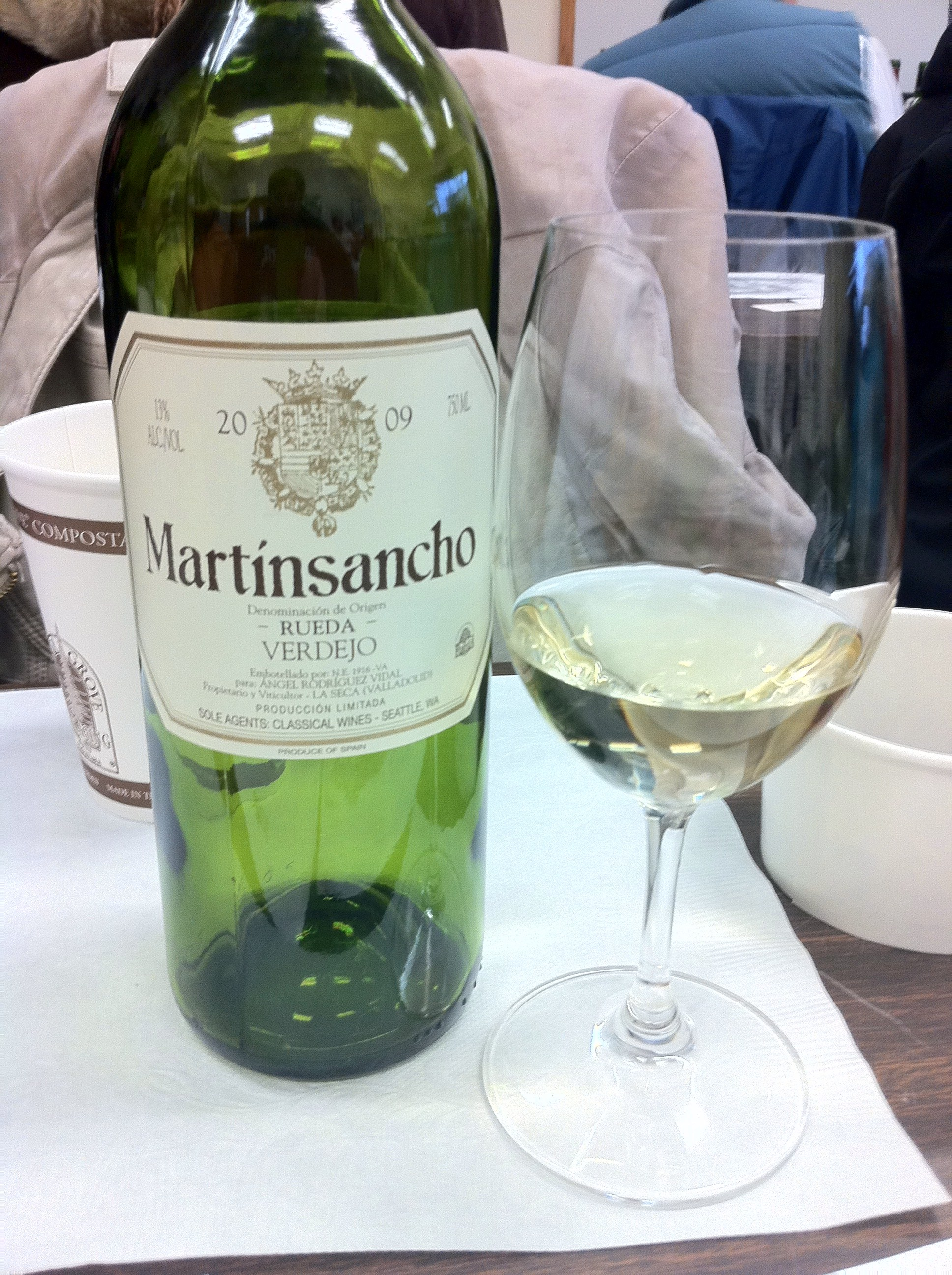
Een verdejowijn uit Rueda.

In Spanje wordt de verdejodruif geteeld in de gebieden Valladolid (waaronder ook de Rueda valt), Segovia, Ávila, Cigales en Toro.
Buiten dit gebied is de verdejo ook te vinden op de Canarische Eilanden, Portugal en Australië.

## Kenmerken
De verdejostam is een plant die zich gemakkelijk aanpast aan onvruchtbare en steenachtige grond en goed droogte verdraagt. Hij produceert trossen van kleine tot middelgrote druiven, compact en met een zeer korte steel. De druiven zijn bolvormig, klein tot middelgroot met een gemiddelde dikke schil, groengeel van kleur en met grote pitten.
De druif wordt meestal 's nachts geoogst in de maand september vanwege de hoge dagtemperatuur, die maxima van 30 graden Celsius kan bereiken.
Zo wordt voorkomen dat het sap donkerder wordt als gevolg van oxidatie veroorzaakt door hitte.
De wijnen die uit de verdejodruif worden vervaardigd, hebben een waaier aan kleuren, variërend van groengeel tot geel. De aroma's zijn intens van fruit, kruiden en bittere tonen van witte bloesem.
Het alcoholpercentage is gemiddeld met een middelhoge tot hoge zuurgraad. De smaak is zacht en fris met aan het einde een karakteristieke bittere afdronk.
Verdejo wordt voornamelijk gebruikt om jonge wijnen te maken. De kenmerken zijn daarnaast ook ideaal voor de veroudering in vaten voor het perfect combineren van hun aroma's met geroosterde en vanilleachtige tonen.
Ook ondersteunt de druif de mogelijkheid voor het maken van mousserende wijn en wordt ijswijn geproduceerd in de Bodegas Vidal Soblechero in La Seca (Valladolid).

## Synoniemen
- Botón de gallo blanco
- Gouveio
- Verdeja
- Verdeja blanca
- Verdejo blanco
- Verdelho
- Verdello